# Cristina Fernández Pintado
Cristina Fernández Pintado (Valencia, 29 de noviembre de 1980) es una actriz, coreógrafa y directora española conocida por sus papeles de Conxeta Llopis en la serie L'Alqueria Blanca y Margarita en la serie La promesa.

## Biografía
Cristina inició sus estudios de danza contemporánea en un conservatorio de Valencia, compaginándolo con la carrera de filosofía, que abandonó para estudiar arte dramático.
En 2006 y 2007 hace apariciones episódicas en series como El comisario y Hospital Central.
En 2008 consigue su primer papel protagonista en la exitosa serie L'Alqueria Blanca para interpretar a Conxeta, la prima de Blanca (Carme Juan). Se mantiene en la serie hasta el cierre de Canal Nou a finales del 2013.
Tras la apertura de À Punt ficha por La Vall para interpretar a Júlia. En 2020 aparece en Perdida, con un personaje secundario.
En 2020 dirige su primera película Coses a fer abans de morir protagonizada por Oriol Tarrasón, Manuel Maestro, Ángel Figols y ella misma.
En 2021 retoma su personaje de Conxeta en L'Alqueria Blanca tras el reinicio de la serie en À Punt.
En 2023 ficha por la serie diaria La promesa para interpretar a Margarita Llopis de Luján.

## Filmografía

### Televisión
| Año                            | Título               | Personaje                   | Cadena             | Notas         |
| ------------------------------ | -------------------- | --------------------------- | ------------------ | ------------- |
| 2005                           | En l'aire            |                             | Canal Nou          |               |
| 2006                           | El comisario         |                             | Telecinco          | 1 episodio    |
| 2007                           | Maniàtics            |                             | Canal Nou          |               |
| 2007                           | Hospital Central     | Beatriz                     | Telecinco          | 1 episodio    |
| 2008 - 2013; 2019; 2021 - 2023 | L'Alqueria Blanca    | Concepción "Conxeta" Llopis | Canal Nou / À Punt | 273 episodios |
| 2014                           | Amar es para siempre | Verónica Torres             | Antena 3           |               |
| 2018                           | La Vall              | Júlia Garbí                 | À Punt             | 12 episodios  |
| 2020                           | Perdida              | Sagrario                    | Antena 3           | 3 episodios   |
| 2022                           | Servir y proteger    | Inspectora Aldana           | La 1               | 9 episodios   |
| 2022                           | Desenterrats         | Nicole Vidal                | À Punt             | 10 episodios  |
| 2023 - 2024                    | La promesa           | Margarita Llopis de Luján   | La 1               | 304 episodios |
| 2024                           | Galgos               | Laura Contreras             | Movistar Plus+     | 3 episodios   |

### Cine

#### Como actriz
| Año  | Título                     | Personaje       |
| ---- | -------------------------- | --------------- |
| 2008 | Maritini, il valenciano    | Prostituta      |
| 2010 | Cuatro estaciones          | Julie           |
| 2016 | 100 metros                 | Clienta jefe    |
| 2018 | Formentera Lady            | Bailarina       |
| 2018 | El desentierro             | Inspectora      |
| 2020 | Un mundo normal            | Guardia Civil 1 |
| 2020 | Coses a fer abans de morir | Isabel          |

#### Como directora
| Año  | Título                     | Personaje             |
| ---- | -------------------------- | --------------------- |
| 2020 | Coses a fer abans de morir | Directora y guionista |

### Cortometrajes
| Año  | Título                              | Personaje        |
| ---- | ----------------------------------- | ---------------- |
| 2004 | ¿Dónde me llevo?                    |                  |
| 2013 | ERE, Expediente Regular de Enchufes | Madre            |
| 2016 | Un lugar                            |                  |
| 2016 | El circo francés                    | Prostituta       |
| 2018 | Rosenwohl                           | Magdalena Forsch |
| 2020 | A qué volver                        | Hermana          |
| 2022 | La butaca de la puta                |                  |
| 2023 | Sola no                             |                  |